# Patinatge de velocitat en pista curta als Jocs Olímpics d'hivern de 2010 - 3.000 metres relleus femenins
Als Jocs Olímpics d'Hivern de 2010 celebrats a la ciutat de Vancouver (Canadà) es disputà una prova de patinatge de velocitat en pista curta sobre una distància de 3.000 metres en categoria femenina en la modalitat de relleus que formà part del programa oficial dels Jocs.
La prova es disputà el dia 13 de febrer de 2010 a les instal·lacions del Pacific Coliseum. Hi participaren un total de 36 patinadores de 8 comitès nacionals diferents.

## Medaller
| Or                                                             | Argent                                                                    | Bronze                                                                                          |
| R.P. de la Xina Sun Linlin · Wang Meng · Zhang Hui · Zhou Yang | Canadà Jessica Gregg · Kalyna Roberge · Marianne St-Gelais · Tania Vicent | Estats Units Allison Baver · Alyson Dudek · Lana Gehring · Katherine Reutter · Kimberly Derrick |

## Resultats

### Semifinal
| Pos. | Mànega | Nom             | CON                                                           | Temps    | Notes  |
| ---- | ------ | --------------- | ------------------------------------------------------------- | -------- | ------ |
| 1    | 1      | Corea del Sud   | Cho Ha-Ri Kim Min-Jung Lee Eun-Byul Park Seung-Hi             | 4:10.753 | QA     |
| 2    | 1      | Estats Units    | Kimberly Derrick Alyson Dudek Lana Gehring Katherine Reutter  | 4:15.376 | QA     |
| 3    | 1      | Països Baixos   | Liesbeth Mau Asam Jorien ter Mors Annita van Doorn Maaike Vos | 4:16.520 | QB     |
| 4    | 1      | Itàlia          | Arianna Fontana Cecilia Maffei Martina Valcepina Katia Zini   | 4:23.950 | QB     |
| 1    | 2      | R.P. de la Xina | Sun Linlin Wang Meng Zhang Hui Zhou Yang                      | 4:08.797 | RO, QA |
| 2    | 2      | Canadà          | Jessica Gregg Kalyna Roberge Marianne St-Gelais Tania Vicent  | 4:11.476 | QA     |
| 3    | 2      | Japó            | Ayuko Ito Mika Ozawa Yui Sakai Biba Sakurai                   | 4:13.752 | QB     |
| 4    | 2      | Hongria         | Rózsa Darázs Bernadett Heidum Erika Huszár Andrea Keszler     | 4:17.487 | QB     |

### Finals

#### Final B
| Pos. | CON           | Nom                                                           | Temps    | Notes |
| ---- | ------------- | ------------------------------------------------------------- | -------- | ----- |
| 4    | Països Baixos | Sanne van Kerkhof Jorien ter Mors Annita van Doorn Maaike Vos | 4:16.120 |       |
| 5    | Hongria       | Rózsa Darázs Bernadett Heidum Erika Huszár Andrea Keszler     | 4:17.937 |       |
| 6    | Itàlia        | Lucia Peretti Cecilia Maffei Martina Valcepina Katia Zini     | 4:18.559 |       |
| 7    | Japó          | Ayuko Ito Hiroko Sadakane Yui Sakai Biba Sakurai              | 4:28.745 |       |

#### Final A
| Pos. | CON             | Nom                                                          | Temps    | Notes |
| ---- | --------------- | ------------------------------------------------------------ | -------- | ----- |
| 1    | R.P. de la Xina | Sun Linlin Wang Meng Zhang Hui Zhou Yang                     | 4:06.610 | RM    |
| 2    | Canadà          | Jessica Gregg Kalyna Roberge Marianne St-Gelais Tania Vicent | 4:09.137 |       |
| 3    | Estats Units    | Allison Baver Alyson Dudek Lana Gehring Katherine Reutter    | 4:14.081 |       |
|      | Corea del Sud   | Cho Ha-Ri Kim Min-Jung Lee Eun-Byul Park Seung-Hi            |          | DSQ   |

Q: qualificat
RO: rècord olímpic
RM: rècord del món
DSQ: desqualificació